# Эндрюс, Джули
Дама Джули Элизабет Эндрюс (англ. Julie Elizabeth Andrews; род. 1 октября 1935) — британская актриса, певица и писательница. Актёрский прорыв Джули Эндрюс произошёл после дебютной главной роли в мюзикле «Мэри Поппинс», принёсшей ей премии «Оскар», BAFTA и «Золотой глобус» в категории «Лучшая актриса». Актриса получила широкое признание, воплотив образ Марии фон Трапп в музыкальной мелодраме «Звуки музыки». За свою семидесятилетнюю карьеру Эндрюс получила огромное количество наград, включая шесть премий «Золотой глобус», три премии «Грэмми», две премии «Эмми», премию Гильдии киноактёров США, премию «Драма Деск» и три номинации на премию «Тони». В 2007 году получила почётную премию Американской гильдии киноактёров, а в 2019 была удостоена «Золотого льва» за выдающийся вклад в развитие кинематографа. В 2000 году Елизавета II присвоила Джули Эндрюс титул Дамы за вклад в актёрское искусство и индустрию развлечений.

## Ранние годы и образование
Джулия Элизабет Уэллс родилась 1 октября 1935 года в Уолтоне-на-Темзе, графство Суррей, Англия. Ее мать, Барбара Уорд Уэллс (урожденная Моррис; 1910—1984), родилась в Чертси и вышла замуж за Эдварда Чарльза Уэллса (1908—1990), преподавателя металлообработки и деревообработки, в 1932 году.
С началом Второй мировой войны её родители разошлись и вскоре развелись. Каждый из них снова вступил в брак. Уэллс помогал эвакуировать детей в Суррей во время Блица, в то время как мать начала работать в Национальной ассоциации развлечений. Джулия Эндрюс какое-то время жила с Уэллсом и своим братом Джоном в Суррее.
В 1940 году Уэллс отправил её жить к матери и отчиму, которые, по мнению Уэллса, могли лучше обеспечить художественное образование его талантливой дочери. Семья была очень бедной и жила в неблагополучном районе Лондона. В своих мемуарах 2008 года актриса писала, что война была самым худшим периодом в её жизни. По словам Эндрюс, её отчим был жестоким тираном и алкоголиком.
Вскоре карьера её матери и отчима пошла вверх, и семья смогла перебраться в Бекенхем. Когда война закончилась, они переехали в родной город Хершем. Семья поселилась в доме, где бабушка Эндрюс по материнской линии служила горничной. Отчим спонсировал для неё уроки, сначала в независимой художественной образовательной школе Cone-Ripman School (ArtsEd) в Лондоне, а затем занятия музыкой с мадам Лилиан Стайлз-Аллен.

## Карьера

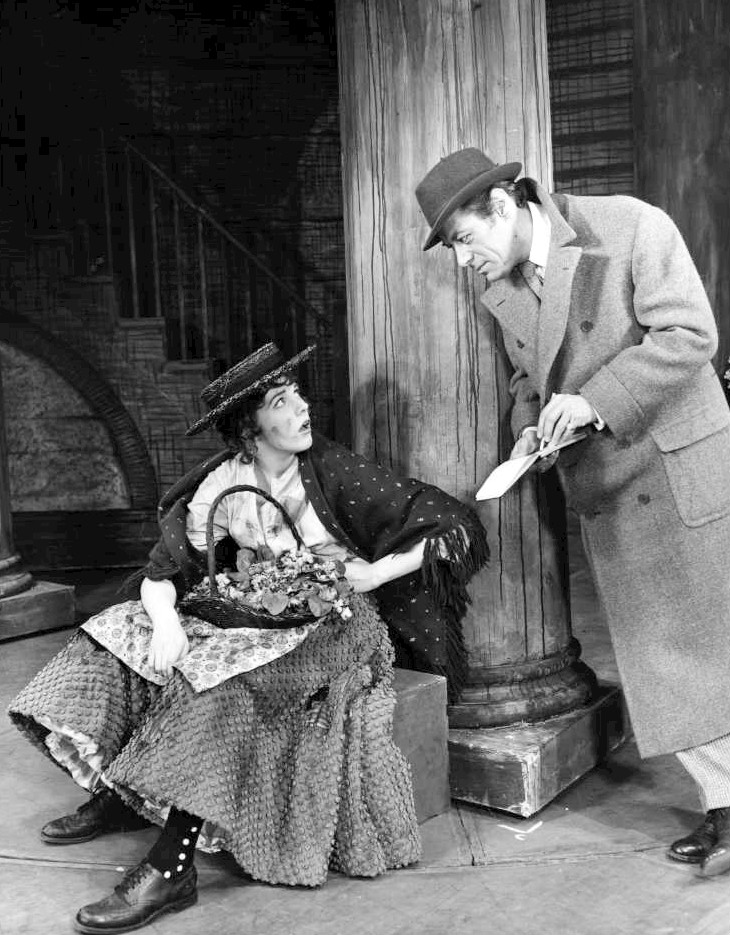
Эндрюс в роли Элизы Дулиттл в мюзикле «Моя прекрасная леди»

Уже во время войны Эндрюс постоянно выступала в мюзик-холлах Лондона, а с наступлением совершеннолетия перебралась в США на Бродвей. Её дебютом на Бродвее стала роль Полли Браун в постановке «Приятель».
Фурор вызвало исполнение ею роли Элизы Дулитл в мюзикле Фредерика Лоу и Алана Дж. Лернера «Моя прекрасная леди» (по пьесе Джорджа Бернарда Шоу). Такие мюзиклы, как «Камелот» и «Золушка», были написаны специально для молодой актрисы. За роль Золушки она была номинирована на премию «Эмми».

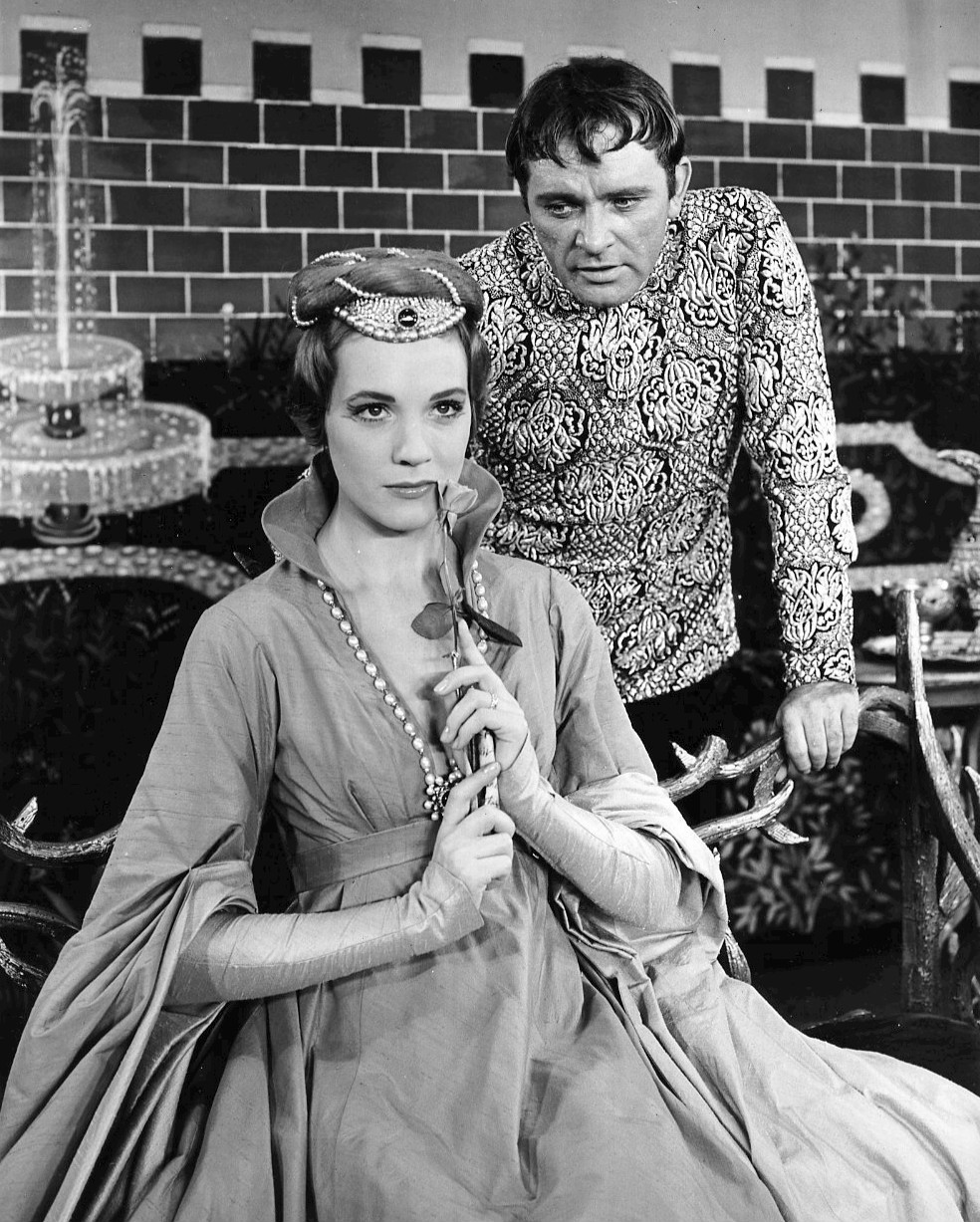
Эндрюс в роли королевы в мюзикле «Камелот»

В 1964 году Эндрюс попробовала свои силы в кино. Хотя её коронная роль Элизы Дулитл была отдана продюсерами суперзвезде Одри Хепбёрн, Эндрюс подписала контракт со студией Уолта Диснея на съёмки в киноверсии «Мэри Поппинс». Эта картина стала одним из самых коммерчески успешных проектов в истории студии и принесла актрисе «Оскар» за лучшую женскую роль. В том же году на экраны вышла картина «Американизация Эмили» с Эндрюс в главной роли. Эта роль принесла ей номинацию на премию BAFTA .
На волне успеха она исполнила главную роль в музыкальном фильме «Звуки музыки», который стал классикой семейного кино. Этот фильм получил «Оскар» как лучший фильм года, и вывел популярность Эндрюс, вторично номинированной на эту премию, на новый уровень. Далее последовали роли в фильмах «Гавайи», «Разорванный занавес» и «Совершенно современная Милли». Последний получил несколько номинаций на премию Оскар, а Эндрюс получила номинацию на Золотой глобус .
Затем Эндрюс сыграла в таких голливудских хитах, как «Звезда!» и «Дорогая Лили», снятом её вторым супругом, Блейком Эдвардсом. Обе картины принесли ей номинации на премию Золотой глобус.
Она была отобрана на роль ведьмы в диснеевском фильме «Набалдашник и метла». Затем актриса запустила своё собственное шоу «The Julie Andrews Hour» на канале ABC. Оно было успешным и получило семь премий «Эмми», но было отменено после первого сезона. С 1973 по 1975 год Эндрюс продолжила сотрудничать с каналом ABC, приняв участие в нескольких шоу, включая «Маппет-шоу». Она снялась в фильмах «Финиковая косточка» и «Десятка», оба были успешны как в прокате, так и у кинокритиков.
В 1980-х Эндрюс снялась в таких фильмах, как «Маленькая мисс Маркер», «S.O.B.», «Виктор/Виктория», «Мужчина, который любил женщин», «Это жизнь!» и «Дуэт для солиста».
В 1991 году она сыграла роль Одри Грант в сериале «Наши сыновья». В том же году она была названа Легендой Диснея. Затем последовали роли в менее успешных проектах «Джули» и «Рождество в Вашингтоне».
В 1997 году в результате нескольких операций по удалению полипов Эндрюс прекратила карьеру певицы, но оставалась востребованной как актриса. В 1998 году она выступила в театральной постановке «Доктор Дулиттл» в Лондоне. А в следующем году снялась в телевизионном фильме «Одна особенная ночь». В 1999 году королева Великобритании присвоила ей титул Дамы.

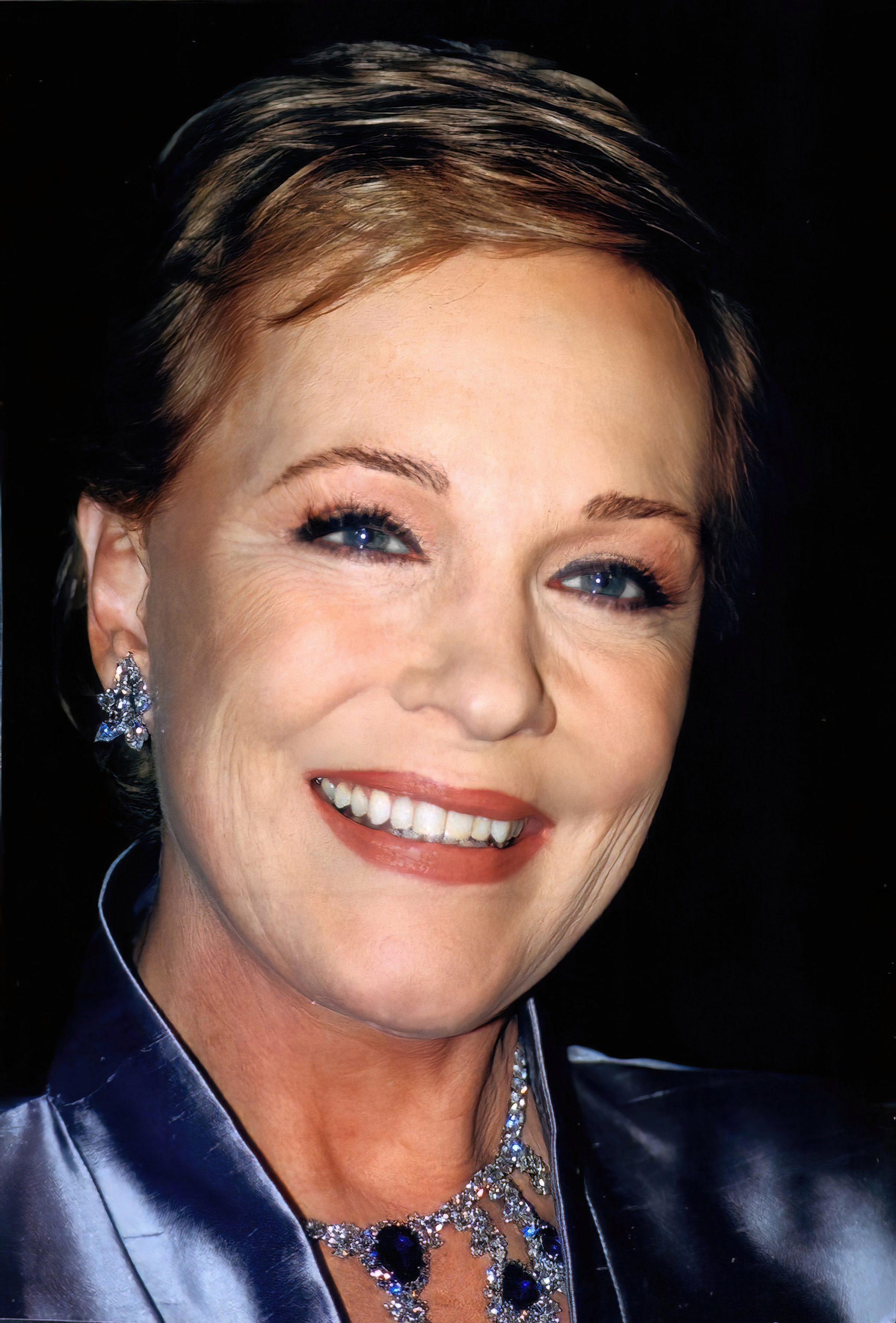
Эндрюс в роли Клариссы Ренальди в фильме «Дневники принцессы»

В 2001 году Эндрюс получила премию Центра Кеннеди. В 2002 году присутствовала среди гостей на голливудской вечеринке «Золотой юбилей королевы», проходившей в отеле Beverly Wilshire Hotel. Она также занимает 59-е место в списке «100 величайших британцев». Эндрюс попробовала себя в качестве театрального режиссёра, сыграла Клариссу Ренальди в кинокомедиях «Дневники принцессы» и «Дневники принцессы 2: Как стать королевой», а также озвучила королеву Лиллиан в мультфильмах «Шрек 2», «Шрек Третий» и «Шрек навсегда». В 2007 году на экраны вышел фильм «Зачарованная», в котором Эндрюс выступила в роли рассказчика.
1 апреля 2008 года она выпустила автобиографию под названием «Home: A Memoir of My Early Years». С июля по август того же года она совершила небольшой тур по США Julie Andrews' The Gift of Music, на котором исполнила песни дуэта Роджерс и Хаммерстайн впервые после операции.
В январе 2009 года Эндрюс была включена в список «10 лучших британских актрис» всех времён по версии газеты The Times. В список вошли Хелен Миррен, Хелена Бонэм Картер, Джуди Денч и Одри Хепбёрн. 8 мая 2009 года Эндрюс получила почётную премию Джорджа и Айры Гершвинов за достижения в музыке на ежегодном конкурсе UCLA Spring Sing Competition.

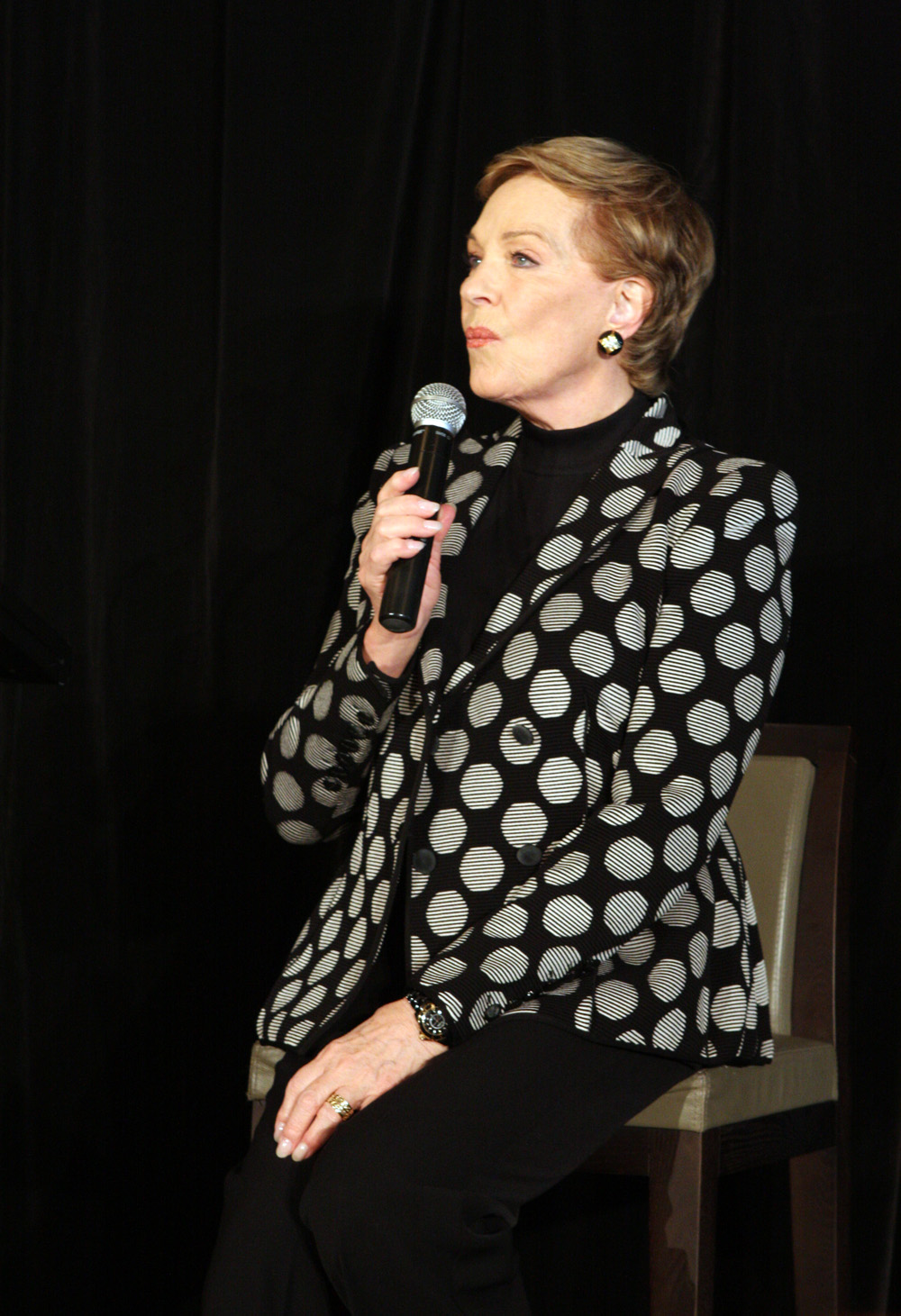
Эндрюс выступает в туре по Австралии в 2013 году

В 2010 году она сыграла роль второго плана в фильме «Зубная фея», который получил смешанные отзывы критиков, но был успешен в прокате. Актриса продолжила давать концерты и писать книги. 18 мая 2010 года вышла её 23-я книга «The Very Fairy Princess», написанная совместно с дочерью Эммой. В июне 2010 года эта книга заняла 1-е место в списке «Лучшие бестселлеры для детей» по версии The New York Times. В том же году она озвучила персонажа Марлену Гру в мультфильме «Гадкий я», а также выпустила свою 24-ю книгу «Маленький Бо в Италии».
В феврале 2011 года Эндрюс получила премию Grammy Lifetime Achievement Award за лучший обучающий альбом «A Collection of Poems, Songs and Lullabies» для детей. В своих мемуарах Home Work 2019 года Эндрюс рассказала, что режиссер Мартин Скорсезе предлагал ей роль тёти Эммы в фильме «Волк с Уолл-стрит», но она была вынуждена отказаться в связи с недавней операцией, хотя была бы рада сыграть её. Она продолжила совершать туры по Австралии и Англии.
В 2015 году актриса неожиданно появилась на церемонии вручения премии «Оскар», поприветствовав Леди Гагу, которая отдала ей дань уважения, спев попурри из «Звуков музыки». Это стало сенсацией в социальных сетях, которая распространилась по всему миру. В августе 2015 года Линдон Террачини объявил, что Эндрюс выступит в качестве режиссера постановки «Моя прекрасная леди» в Сиднейском оперном театре. В 2016 году Эндрюс запустила обучающий телесериал «Зелёная комната Джули» для дошкольников. В 2017 году она снова озвучила Марлену Гру в мультфильме «Гадкий я 3». В 2018 году Эндрюс озвучила Каратена в фильме «Аквамен». В том же году она отказалась от эпизодической роли в фильме «Возвращение Мэри Поппинс», чтобы не отвлекать внимание от главной героини Эмили Блант. Начиная с декабря 2020 года Эндрюс выступала в роли рассказчицы Леди Уистлдаун в драматическом сериале Netflix «Бриджертоны».

## Личная жизнь
Актриса дважды была замужем. Её первым супругом стал театральный дизайнер Тони Уолтон. Они поженились в 1959 году, а в 1962 году у пары родилась дочь Эмма Кейт Уолтон Гамильтон. В середине 1960-х годов они развелись, но сохранили хорошие отношения.
В 1969 году Эндрюс вышла замуж за режиссёра и сценариста Блейка Эдвардса, в браке с которым были удочерены двое детей из Вьетнама. Их союз длился более 40 лет, вплоть до смерти Эдвардса в 2010 году.
У Эндрюс девять внуков и трое правнуков.

## Актёрские работы
| Год  |     | Русское название                          | Оригинальное название                    | Роль                        |
| ---- | --- | ----------------------------------------- | ---------------------------------------- | --------------------------- |
| 1949 | мф  | Роза Багдада                              | La Rosa di Bagdad                        | принцесса Зейла             |
| 1956 | с   | —                                         | Ford Star Jubilee                        | Лайз                        |
| 1957 | тф  | Золушка                                   | Cinderella                               | Золушка                     |
| 1959 | тф  | —                                         | The Gentle Flame                         | Трисса                      |
| 1962 | с   | Шоу Гарри Мура                            | The Garry Moore Show                     | в роли самой себя           |
| 1964 | ф   | Мэри Поппинс                              | Mary Poppins                             | Мэри Поппинс                |
| 1964 | ф   | Американизация Эмили                      | The Americanization of Emily             | Эмили Бэрхэм                |
| 1965 | ф   | Звуки музыки                              | The Sound of Music                       | Мария                       |
| 1966 | ф   | Разорванный занавес                       | Torn Curtain                             | Сара Шерман                 |
| 1966 | ф   | Гавайи                                    | Hawaii                                   | Джеруша Бромли              |
| 1967 | ф   | Весьма современная Милли                  | Thoroughly Modern Millie                 | Милли Диллмаунт             |
| 1968 | ф   | Звезда                                    | Star!                                    | Гертруд Лоуренс             |
| 1970 | ф   | Дорогая Лили                              | Darling Lili                             | Лили Смит                   |
| 1974 | ф   | Финиковая косточка                        | The Tamarind Seed                        | Джудит Фэрроу               |
| 1976 | ф   | Розовая пантера наносит новый удар        | The Pink Panther Strikes Again           | Эйнсли Джарвис              |
| 1979 | ф   | Десятка                                   | 10                                       | Саманта Тейлор              |
| 1980 | ф   | Маленькая мисс Маркер                     | Little Miss Marker                       | Аманда Уортингтон           |
| 1981 | ф   | Сукин сын                                 | S.O.B.                                   | Салли Майлз                 |
| 1982 | ф   | Виктор/Виктория                           | Victor/Victoria                          | Виктория Грант              |
| 1982 | ф   | След Розовой пантеры                      | Trail of the Pink Panther                | уборщица                    |
| 1983 | ф   | Мужчина, который любил женщин             | The Man Who Loved Women                  | Марианна                    |
| 1986 | ф   | Это жизнь!                                | That’s Life!                             | Джиллиан Фэрчайлд           |
| 1986 | ф   | Дуэт для солиста                          | Duet for One                             | Стефани Андерсон            |
| 1991 | тф  | Наши сыновья                              | Our Sons                                 | Одри Грант                  |
| 1992 | ф   | Красивая любовь                           | Cin cin                                  | миссис Памела Пикет         |
| 1992 | с   | Джули                                     | Julie                                    | Джули Карлайл-Макгуайр      |
| 1995 | тф  | Виктор/Виктория                           | Victor/Victoria                          | Виктор / Виктория           |
| 1999 | тф  | Ещё одна ночь                             | One Special Night                        | Кэтрин                      |
| 2000 | ф   | Голубая кровь                             | Relative Value                           | Фелисити Маршвуд            |
| 2001 | тф  | На золотом пруду                          | On Golden Pond                           | Этель Тейер                 |
| 2001 | ф   | Дневники принцессы                        | The Princess Diaries                     | королева Кларисса Ренальди  |
| 2002 | ф   | Кто убил Виктора Фокса?                   | Unconditional Love                       | в роли самой себя           |
| 2002 | с   | —                                         | Paraíso Filmes                           | телевизионная актриса       |
| 2003 | с   | Волшебный мир Дисней                      | The Wonderful World of Disney            | Нэнни                       |
| 2004 | мф  | Шрек 2                                    | Shrek 2                                  | королева Лиллиан            |
| 2004 | ф   | Дневники принцессы 2: Как стать королевой | The Princess Diaries 2: Royal Engagement | королева Кларисса Ренальди  |
| 2004 | с   | —                                         | Great Performances                       | Золушка / в роли самой себя |
| 2007 | мф  | Шрек Третий                               | Shrek the Third                          | королева Лиллиан            |
| 2007 | ф   | Зачарованная                              | Enchanted                                | рассказчица                 |
| 2008 | кор | —                                         | Pip’s Predicament: A Pop-Up Adventure    | рассказчица                 |
| 2010 | ф   | Зубная фея                                | Tooth Fairy                              | Лили                        |
| 2010 | мф  | Шрек навсегда                             | Shrek Forever After                      | королева Лиллиан            |
| 2010 | мф  | Гадкий я                                  | Despicable Me                            | мама Грю                    |
| 2017 | с   | —                                         | Julie's Greenroom                        | мисс Джули                  |
| 2017 | мф  | Гадкий я 3                                | Despicable Me 3                          | мама Грю                    |
| 2018 | ф   | Аквамен                                   | Aquaman                                  | Каратен                     |

## Награды
- «Оскар» 1965 — Лучшая женская роль («Мэри Поппинс»)
- BAFTA 1965 — Самая многообещающая актриса в главной роли («Мэри Поппинс»)
- Золотой глобус

1965 — Лучшая женская роль (комедия или мюзикл) («Мэри Поппинс»)
1966 — Лучшая женская роль (комедия или мюзикл) («Звуки музыки»)
1967 — Премия «Генриетта» (мировая кинофаворитка)
1968 — Премия «Генриетта» (мировая кинофаворитка)
1970 — Премия «Генриетта» (мировая кинофаворитка)
1983 — Лучшая женская роль (комедия или мюзикл) («Виктор/Виктория»)
- Сан-Себастьян 2001 — Приз Donostia за выдающиеся персональные достижения
- Венецианский кинофестиваль 2019 — «Золотой лев» за выдающийся вклад в кинематограф
- Грэмми

1965 — Лучшая запись для детей («Мэри Поппинс»)
2011 — За музыкальные достижения всей жизни
2011 — Лучший альбом разговорного жанра для детей («Julie Andrews' Collection of Poems, Songs and Lullabies»)
- Прайм-таймовая премия «Эмми»

1973 — Лучший эстрадный сериал («Час Джули Эндрюс»)
2005 — Лучший документальный или научно-популярный сериал («Бродвей: Американский мюзикл»)
- Драма Деск 1996 — Лучшая женская роль в мюзикле (Виктор/Виктория)
- Премия Гильдии киноактёров США 2007 — За вклад в кинематограф